# Ernest Geoffrey Thompson
Ernest Geoffrey „Geoff“ Thompson (* im 20. Jahrhundert; † unbekannt [nach 1987]) war ein englischer Snookerspieler, der 1954 die English Amateur Championship gewann und in den 1970ern für einige Saisons Profispieler war. Zudem spielte er nebenher auch English Billiards.

## Karriere
Seit 1952 nahm Thompson an der English Amateur Championship teil, zunächst nur mit beschränktem Erfolg. 1954 erreichte er aber überraschend das Finale und wurde dort mit einem Sieg über den Waliser Cliff Wilson britischer Meister. Im folgenden Jahrzehnt blieb Thompson dem Wettbewerb als regelmäßiger Teilnehmer erhalten, konnte aber nur noch selten nennenswerte Erfolge erzielen. Als er 1964 zum letzten Mal am Turnier teilnahm, erreichte er im selben Jahr das Finale der CIU Individual Billiards Championship im English Billiards, verlor aber gegen Norman Dagley. 1969 verpasste er nur knapp den Einzug ins Finale der English Amateur Billiards Championship. Als sich der Snookersport Anfang der 1970er-Jahre langsam von einer langjährigen Flaute erholte, wurde Thompson 1971 Profispieler. Vornehmlich nahm er an der Snookerweltmeisterschaft teil, konnte aber nie ein Spiel gewinnen. Lediglich beim Men of the Midlands 1972 besiegte er überraschend Spitzenspieler Ray Reardon. 1974 verlor er seinen Profistatus wieder, war aber dann in der Saison 1976/77 für eine Spielzeit erneut Profi, bestritt in jener Saison aber kein einziges Spiel. So kam es, dass sich Thompson auch nicht auf der erst Mitte der 1970er eingeführten Snookerweltrangliste platzierte.
In den 1980ern versuchte Thompson, nochmal auf die große Bühne zurückzukehren. So nahm er an den Pontins Spring Open 1983 teil, war aber auch einige Male an Events der WPBSA Pro Ticket Series beteiligt. Beim allerersten Event erreichte er sogar das Halbfinale, doch im Endeffekt schaffte er es weder zu diesem Zeitpunkt noch später, sich erneut für die Profitour zu qualifizieren.

## Erfolge
| Ausgang         | Jahr | Turnier                      | Finalgegner  | Ergebnis |
| --------------- | ---- | ---------------------------- | ------------ | -------- |
| Amateurturniere |      |                              |              |          |
| Sieger          | 1954 | English Amateur Championship | Cliff Wilson | 11:9     |